# Туранги
Туранги, туранговые тополя (лат. Turanga) — группа видов из рода тополь (Populus) семейства Ивовые (Salicaceae), обычно рассматриваемая в ранге секции. 
Виды тополей из этой группы приспособились к условиям существования в условиях жаркого и засушливого климата.

## Описание
Небольшие тополя по виду издали сходные с осиной (Populus tremula), но с более рыхлой кроной.
Образуют редкостойные светлые рощи, произрастающие вдоль берегов водотоков или по низинам с неглубоким залеганием мало-засоленных грунтовых вод.
В отличие от всех остальных тополей, ствол у них нарастает не моноподиально, а симподиально, как у ив (Salix).
Листья плотные, сизой расцветки, с изолатеральным анатомическим строением, то есть, палисадная паренхима имеется не только на верхней, но и на нижней стороне листа.
В отличие от прочих у туранговых тополей околоцветник к созреванию коробочек опадает. 
В культуре не поддаются ни черенкованию, ни прививке.

## Таксономия
Populus sect. Turanga Bunge, Mém. Acad. Imp. Sci. St.-Pétersbourg Divers Savans 7: 498. 1854.
Ранее различные авторы эту группу видов тополей предлагали рассматривать как пород Тополя или как самостоятельный род Turanga (Bunge) Kimura, Science Reports of the Tôhoku Imperial University, Fourth Series, Biology 13: 385. 1938.

### Виды
Общепризнанными являются три вида тополей относимых у турангам:
- Populus euphratica Olivier — Тополь евфратский, или Туранга евфратская, вид широко распространён в Евразии от Монголии и Западного Китая через Среднюю Азию и Ближний Восток до Марокко с отдельными местами произрастания в Южном Закавказье и Южной Испании.
- Populus ilicifolia (Engl.) Rouleau — Тополь падуболистный, или Туранга падуболистная — восточная тропическая Африка
- Populus pruinosa Schrenk — Тополь сизый, или Тополь сизолистный, или Туранга сизолистная — Средняя Азия и Западный Китай